# Luo Binwang
Luo Binwang (ch. trad. : 駱賓王 ; ch. simp. : 骆宾王 ; py : Luò Bīnwáng, vers 640–684?), alias Guanguang (观光 / 觀光), est un poète chinois de la  dynastie Tang.  Sa famille est originaire du Wuzhou (moderne Yiwu, dans la province du Zhejiang), mais il grandit dans le Shandong.  Luo fait partie avec Lu Zhaolin (卢照邻), Wang Bo (王勃), et Yang Jiong (zh) (杨炯) des Quatre Paragons (zh) (初唐四杰) du début des Tang, le groupe le plus célèbre des poètes de cette période.

## Biographie
On dit qu'à l'âge de six ans, il savait réciter des poèmes. Il aurait composé à cet âge « Le chant de l'oie » (《咏鹅诗》), petit poème qui fait sa célébrité.
« 鵝，鵝，鵝，
曲項向天歌

白毛浮綠水，
紅掌撥清波。 »
— 
« Oie, oie, oie,
 la nuque courbe tourne son chant vers le ciel,

ses plumes blanches flottent sur l'eau verte, 
ses pattes rouges remuent l'onde limpide. »
Note : 綠水/绿水 signifie à la fois la rivière verte et l'eau claire comme du cristal.
Adulte, il est au service de Li Yuanqing (zh) (李元慶), au nom de règne, Roi Dao (道王) et oncle de l'empereur régnant Tang Gaozong, puis à partir de 665, il travaille pour le gouvernement central à Chang'an. En 670, il est exilé au Xiyu (aujourd'hui Xinjiang). Ultérieurement, il sert le général Pei Xingjian (zh) (裴行儉), commandant de la préfecture de Tao (zh) (洮州, la moderne ville-préfecture de Haidong, dans la province du Qinghai). Il est responsable de la correspondance militaire, mais n'a pas de bonnes relations avec Pei, qui favorise un autre groupe de lettrés. Il devient secrétaire au gouvernement du comté de Chang'an, une situation modeste mais non dénuée de prestige en raison de sa proximité avec la capitale Chang'an.
À la mort de l'empereur Tang Gaozong en 683, l'impératrice Wu Zetian exerce la régence au nom de son fils Zhongzong, qu'elle dépose et remplace par un autre fils plus jeune et plus docile Ruizong. Luo lui adresse un certain nombre de recommandations, qu'elle rejette. En 684, Luo est démis de son poste de secrétaire général du comté de Linhai. Il prend le parti de la révolte dirigée par Li Jingye (en), officier banni, qui exige le rétablissement de Zhongzong. Selon l'Ancien livre des Tang, ouvrage historique du Xe siècle, Luo périt lors de la défaite des révoltés, mais le Nouveau Livre des Tang, écrit au siècle suivant, dit qu'il disparaît et que son sort est inconnu.

## Œuvres
Selon la tradition, Luo Binwang a composé un poème vers l'âge de six ou sept ans, évoquant les oies qui chantent. Le premier vers répétant trois fois le mot « oie » fonctionne en chinois comme une onomatopée (é ! é ! é !) du cri des oies. Les vers suivants respectent une construction identique : adjectif - substantif - verbe - adjectif - substantif.